# Austinn
Austinn est un groupe luxembourgeois d'indie pop, actif entre 2015 et fin 2018, et faisant de la musique avec des paroles en anglais. Les membres étaient le chanteur et guitariste Jimmy Braun et le bassiste Jim Scheck, remplacé par David Marx en 2018.

## Histoire
Les membres fondateurs sont Jimmy Braun et Jim Scheck. Jimmy Braun était le guitariste d'Angel at My Table. Lorsqu'ils se sont séparés, il s'est associé au batteur Jim Scheck début 2015 pour lancer le projet Austinn.
Le nom Austinn vient de là, car Jimmy Braun avait acheté sur eBay une veste en cuir qui venait d'Austin, au Texas ; le nom de la ville sur le colis était mal orthographié.
En mai 2015 déjà, sortait son premier single Galaxy, qui rencontrait un grand succès sur les radios luxembourgeoises. La chanson est enregistrée à Los Angeles avec le producteur vedette Matt Squire, qui a également travaillé avec Panic! at the Disco, One Direction et Good Charlotte. Avant la sortie, Austinn avait déjà joué cinq concerts en Grande-Bretagne. Les deuxième et troisième singles Answer Your Phone (2015) et Rule the World (2016) sont également largement diffusés au Luxembourg,. Tous les clips sont tournés à Los Angeles par Cédric Letsch. En octobre 2015, Austinn se produit en studio en première partie du groupe de rock gallois Stereophonics au Den Atelier.
En juin 2016, l'EP Gold Coast sort ; il est à nouveau enregistré avec Matt Squire, et le groupe part jouer au Rock-A-Field. À l'automne 2016, le groupe effectue une tournée européenne avec des concerts en Belgique, aux Pays-Bas, en France, au Luxembourg, en Suisse et en Angleterre. Avec le producteur James Lewis, ils enregistrent l'album Appetite, en Angleterre en mars 2017, sorti en octobre. Le premier single était Olivia. Cédric Letsch remporte un prix aux Video Clip Awards pour le clip de cette chanson. Des clips sont également tournés pour les singles Just for You et Again. Puis ils partent en tournée en Grande-Bretagne pendant un mois à l'automne 2017. En décembre, le clip de la chanson Chardonnay sort. En raison des problèmes de santé de Jimmy Braun, une tournée annoncée au Royaume-Uni en janvier 2018 a dû être annulée. Le 4 février, le groupe annonce le départ du batteur Jim Scheck.
En octobre 2018, Austinn revient de la pause dans une nouvelle formation. Avec le nouveau membre David Marx, Jimmy Braun sort le single Rush. Puis Jimmy Braun chante avec sa voix de tête,. La vidéo est tournée sur l'île grecque de Crète et au Luxembourg. En novembre, Rush est joué plus de 50 000 fois rien que sur Spotify. Le 14 décembre 2018, Austinn sort le single Never Too Late, mais annonce ensuite sa retraite le 29 décembre. Avec cette annonce, Austinn résume qu'au cours de sa carrière, ils donnent 133 concerts dans 8 pays et 41 villes et tourne 10 vidéoclips. Ses chansons sont diffusées plus de 400 000 fois. Le groupe cesse ses activités en 2018.

## Discographie

### Albums studio
- 2017 : Appetite

### EP
- 2016 : Gold Coast

### Singles
- 2015 : Galaxy
- 2015 : Answer Your Phone
- 2016 : Rule the World
- 2016 : Dangerous
- 2016 : Secrets
- 2017 : Olivia
- 2017 : Just for You
- 2017 : Again
- 2017 : Chardonnay
- 2018 : Rush
- 2018 : Never Too Late